# Ihumātao

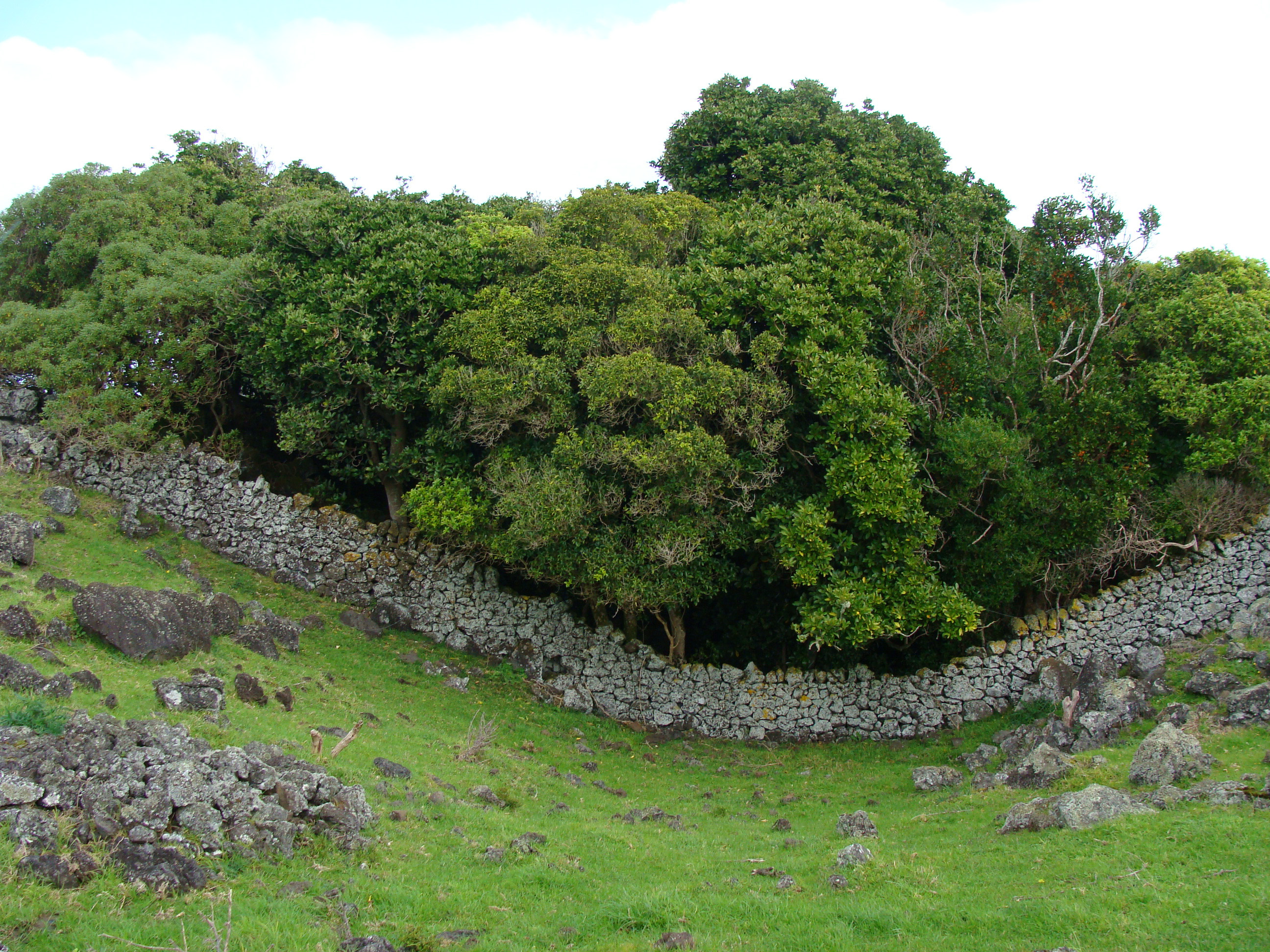
Forêt et mur en pierres sèches sur le champ de lave du volcan Ōtuataua, près d'Auckland.

Ihumātao (terme maori pouvant se traduire par « nez froid ») est un site historique situé à Mangere, ville dans la banlieue d'Auckland, en Nouvelle-Zélande. Autrefois un village fortifié maori (aussi appelé pa), il se situe sur la péninsule d'Ihumātao, au pied du volcan Ōtuataua, qui appartient au champ volcanique d'Auckland.
Les Maoris s'installent pour la première fois dans la région au XIVe siècle. Lors de l'invasion du Waikato (en) en 1863, qui s'inscrit dans le cadre des guerres maories, les populations indigènes voient leurs terres confisquées par le gouvernement néo-zélandais, pour sanctionner leur soutien à la monarchie maorie.
Le terrain est utilisé en grande partie à des fins agricoles jusqu'à la fin de l'année 2016, lorsque la plus grande entreprise de construction du pays, Fletcher Building, acquiert le site dans le cadre d'un projet de développement immobilier. Un groupe de militants locaux, dirigé par Pania Newton (en), s'oppose au développement du site, organise des manifestations et l'occupe au cours des années qui suivent. En décembre 2021, le site est acheté par le gouvernement, encore une fois dans le but de réaliser un projet immobilier, mais cette décision est critiquée par l'opposition.

## Histoire

### Installation maorie

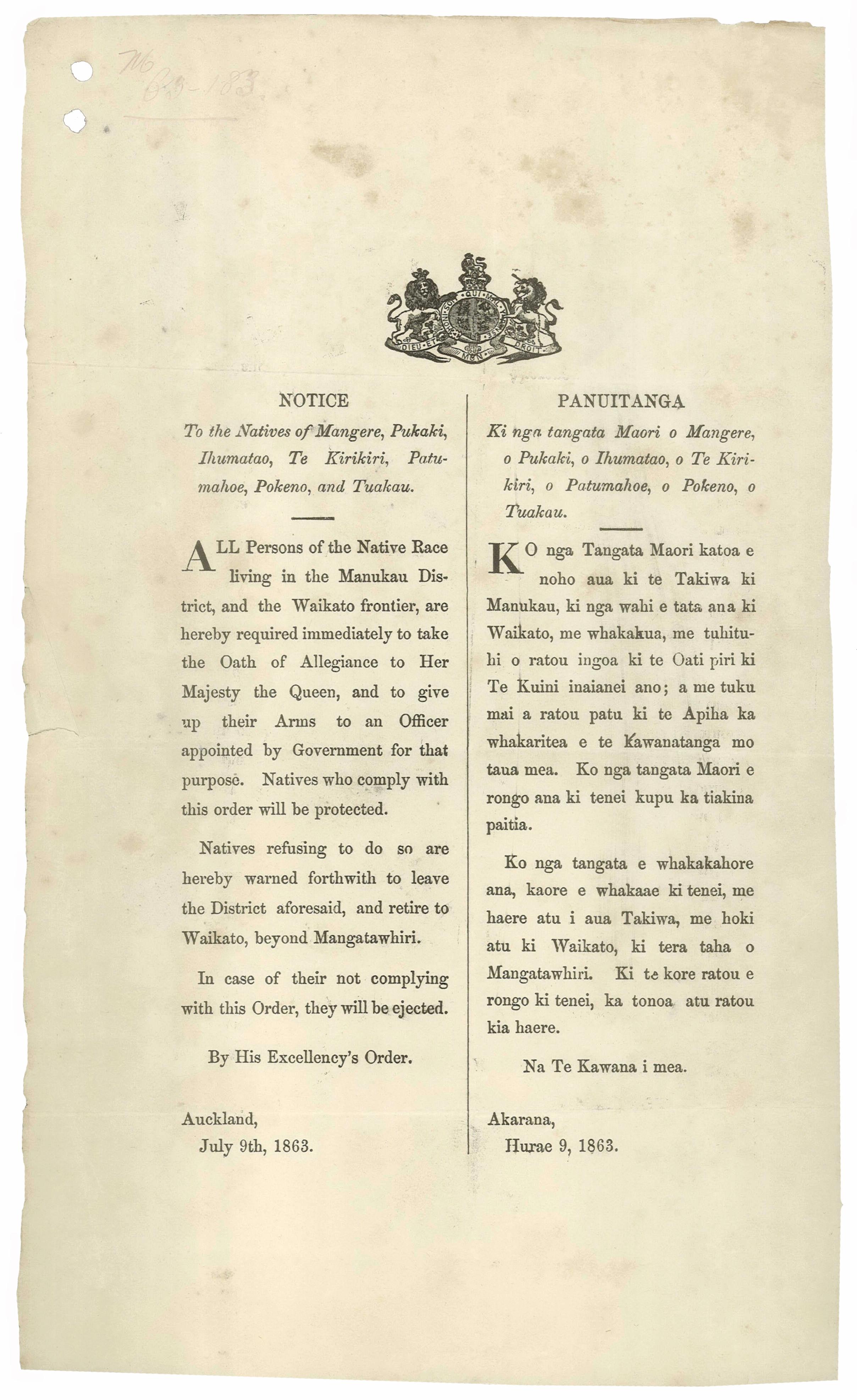
Proclamation exigeant que les Maoris prêtent serment d'allégeance, 9 juillet 1863

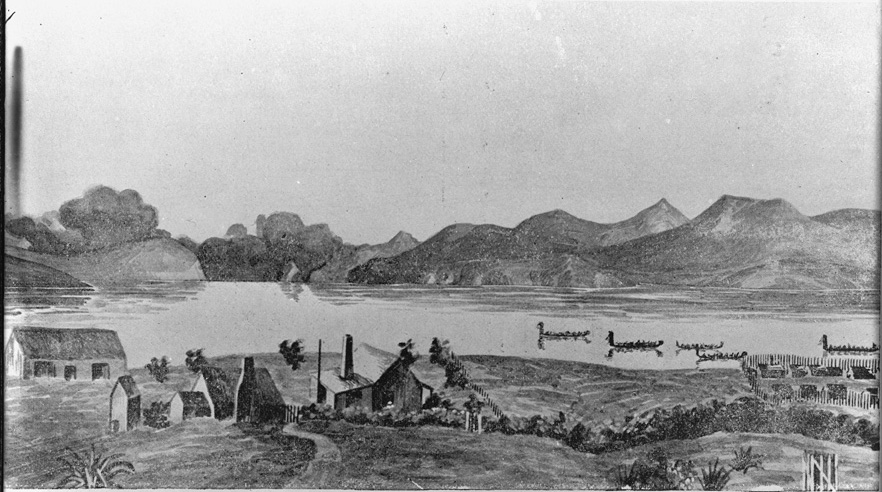
Le poste des missionnaires à Ihumātao, en 1855.

Les champs de pierre d'Ōtuataua font partie d'une zone connue sous le nom d'Ihumātao, aussi appelée Te Ihu a Mataoho (« Le nez de Mataoho »). Ces champs comprennent des monticules de pierres édifiés par les Maoris et des murs en pierre sèche maoris mais aussi européens. Les traces historiques visibles d'Ihumātao sont étroitement liées à l'histoire d'Auckland. Il est possible de retracer l'histoire de la présence humaine à Auckland depuis la colonisation initiale des Maoris jusqu'à l'arrivée des Européens dans les années 1860 avec leurs techniques d'agriculture pastorale,.
Le littoral comprenant Mangere Bridge, Ihumātao et le ruisseau Pūkaki est colonisé pour la première fois par les Maoris dès le XIVe siècle,. Selon les traditions, les premiers colons sont le peuple Ngā Oho. Au début du XVIIe siècle, la zone fait partie du rohe de Te Kawerau ā Maki  et au milieu du siècle, elle intègre Waiohua, une confédération de Ngā Oho et d'autres tribus maories Tāmaki,. Le papakāinga (village) d'Ihumātao est considéré comme la plus ancienne colonie d'Auckland.
Les champs de pierre d'Ōtuataua témoignent d'un ancien peuplement de l'isthme d'Auckland, territoire examiné, cartographié et étudié par les archéologues depuis les années 1970,,. On estime qu'il y avait autrefois environ 8 000 hectares de jardins en pierre, les 100 hectares d'Ōtuataua sont les seuls encore existants. D'autres sites de champs en pierre existent au sud d'Auckland, comme à Wiri où 300 hectares d'activité agricole préhistorique ont été mis au jour dont environ 120 hectares de terres arables servant à cultiver du kūmara (patate douce), du taro et des courges, et à Matukutūreia, aussi appelé mont McLaughlins, ou le site est détruit par le creusement d'une carrière.
Les champs de pierre d'Ōtuataua sont créés au XVe siècle en utilisant des techniques et des traditions agricoles polynésiennes. Les champs de pierre jouent le rôle de murs d'enceinte, de brise-vent et de systèmes de drainage pour favoriser les cultures cultivées dans la région, qui comprennent le kūmara, le hue ou calebasse (Lagenaria siceraria), le taro, l'uwhi ou grande igname (Dioscorea alata), le tī pore ou chou du Pacifique (Cordyline fruticosa) et l'aute ou mûrier à papier (Broussonetia papyrifera). Les techniques de modification de l'environnement utilisées dans les champs de pierre d'Ōtuataua permettent aux premiers maoris de développer des cultures qui ne sont pas adaptées à un climat plus frais,.
Au XVIIe siècle et au début du XVIIIe siècle, les terres de la région sont cultivées par le peuple Waiohua. Après la défaite du chef suprême de Waiohua, Kiwi Tāmaki, vers l'année 1740, de nombreux Waiohua fuient la région. Lorsque le peuple Waiohua s'installe à nouveau dans la région de Tāmaki Makaurau à la fin du XVIIIe siècle, la plupart de ses membres occupe le port de Manukau et le sud d'Auckland.
Au moment de la colonisation européenne, Ihumātao est toujours habité par les peuples descendants de Waiohua, Ngāti Tamaoho, Te Ākitai Waiohua et Ngāti Te Ata, qui vivent dans une zone décaissée autour du port de Manukau et non dans des villages permanents. L'arrivée des colons européens dans la région modifie considérablement les champs de pierre d'Ōtuataua, qui sont détruits pour être remplacés par des enclos d'élevage pour les animaux. Ihumātao fournit de la nourriture à la commune alors en pleine croissance d'Auckland jusqu'en 1863, principalement du maïs, des pommes de terre, du kūmara, de la viande de porc et des fruits. En 1845, un conflit éclate entre les tribus Ngāti Tamaoho et Ngāti Te Ata au sujet des frontières terrestres de la péninsule d'Āwhitu. Un hui, assemblée traditionnelle maorie, est convoqué à Ihumātao par le chef des Waikato Tainui (et futur roi maori) Potatau Te Wherowhero, qui facilite un compromis entre les iwi et permet aux membres de la tribu Ngāti Tamaoho de s'installer à Ihumātao. En 1846, l'Église méthodiste wesleyenne établit une mission au pied de Maungataketake, près d'Ihumātao. En mai 1857, des milliers de Maoris se rassemblent à Ihumātao pour l'exhumation des os du rangatira Ngāti Tamaoho Ēpiha Pūtini qui a lieu à Ihumātao. Le hui aboutit à de nombreuses discussions entre les chefs sur la façon dont ils pensent que la couronne néo-zélandaise les ont laissés tomber, et est l'un des hui essentiels qui conduisent à la naissance de la monarchie maorie en 1858.

### Acquisition par la Couronne et contestation des terres

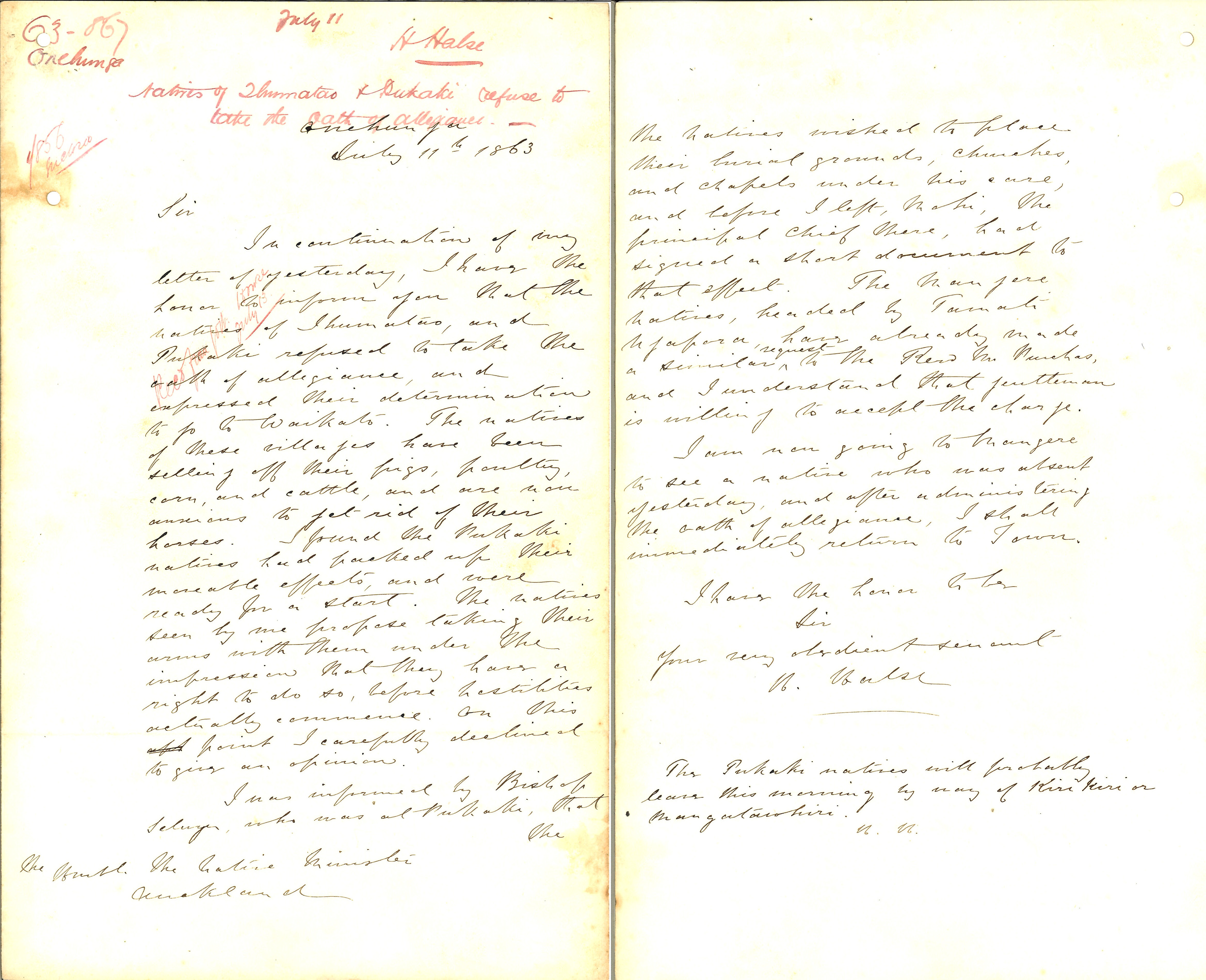
Les Maoris d'Ihumātao et de Pukaki refusent de prêter serment d'allégeance, 11 juillet 1863.

En 1863, en raison des craintes d'une guerre imminente avec Waikato Tainui, le gouverneur général de Nouvelle-Zélande George Gray, représentant de la Couronne britannique, ordonne l'expulsion de tous les habitants maoris qui n'ont pas prêté serment à la reine et déposé les armes des régions du sud d'Auckland et du port de Manukau. La plupart des occupants maoris de la région estiment qu'ils n'ont pas le choix, en raison de leurs liens étroits avec Tainui et Pōtatau Te Wherowhero et fuient vers le sud. Seul un petit nombre de résidents reste, afin d'entretenir les ahi kā, les feux de camp matérialisant la vie sur un territoire. Alors qu'ils fuient, le rangatira des Te Ākitai Waiohua Ihaka Takanini et sa famille sont capturés par son ancien voisin, le lieutenant-colonel Marmaduke Nixon, et faits prisonniers sur l'île de Rakino, où le chef maori meurt. Les anciens résidents d'Ihumātao et du port de Manukau commencent à revenir dans la région en 1866.
En 1867, le gouvernement néo-zélandais acquiert Ihumātao à l'aide d'une concession de terre. La terre connue comme le bloc d'Oruarangi est cultivée par la famille Wallace pendant 150 ans. La famille Wallace et d'autres colons agriculteurs britanniques démantèlent et réorganisent les champs où sont dressés les monticules de pierres pour mieux répondre à leurs utilisations de la terre. Le terrain rocheux n'est pas adapté aux méthodes agricoles européennes et ne peut pas être labouré mécaniquement. Certaines des premières fermes laitières d'Auckland sont cependant établies à proximité d'Ihumātao. Les membres de Te Kawerau ā Maki, une tribu dont le cœur se trouve dans les chaînes Waitākere, commencent à se réinstaller à Ihumātao à la fin du XXe siècle après avoir été déplacés de leurs terres traditionnelles de Te Henga.
Au début des années 1980, une étude archéologique des structures en pierre d'Ihumātao et plus largement de la zone environnante est menée. De nombreux archéologues et historiens maoris soulignent l'importance de la région et font pression sur le conseil municipal de Manukau City afin qu'il agisse pour préserver les terres. En 2001, le conseil municipal de Manukau, le ministère de la Conservation, la Commission des loteries de Nouvelle-Zélande et le conseil régional d'Auckland achètent aux quatre familles d'agriculteurs propriétaires une grande partie de la zone des champs de pierre. La même année, ils en font une réserve historique, appelée Ōtuataua Stonefields. Le conseil municipal de Manukau tente de préserver les terres adjacentes à Ihumātao dans le cadre de la réserve en 2009, mais cette décision est rejetée en appel par le tribunal de l'environnement.
En 2014, le gouvernement néo-zélandais et le conseil d'Auckland désignent 32 hectares adjacents à la réserve d'Ōtuataua Stonefields comme une zone d'habitation spéciale (Special Housing Area, SHA). Cette décision se heurte à l'opposition d'un groupe de militants maoris dirigé par Pania Newton, diplômée en droit de l'université d'Auckland. Le mouvement, appelé « Save Our Unique Landscape » (SOUL), s'oppose au projet en raison de l'importance historique d'Ihumātao. SOUL organise des manifestations et dresse des barricades sur Ihumātao Quarry Road, la route desservant le lieu prévu pour le projet,.
En 2016, un terrain appelé  « bloc Wallace », appartenant au site d'Ihumātao est vendu à Fletcher Housing, une filiale de Fletcher Building, principale entreprise de construction du pays, qui envisage de construire 480 logements sur le terrain,. L'archéologue Dave Veart est très critique du projet imaginé par la société, estimant que ce serait « comme construire des maisons dans les champs à côté de Stonehenge »,. Le Parti vert d'Aotearoa Nouvelle-Zélande annonce apporter son soutien au mouvement de préservation du site d'Ihumātao en 2015.

### Premières actions militantes

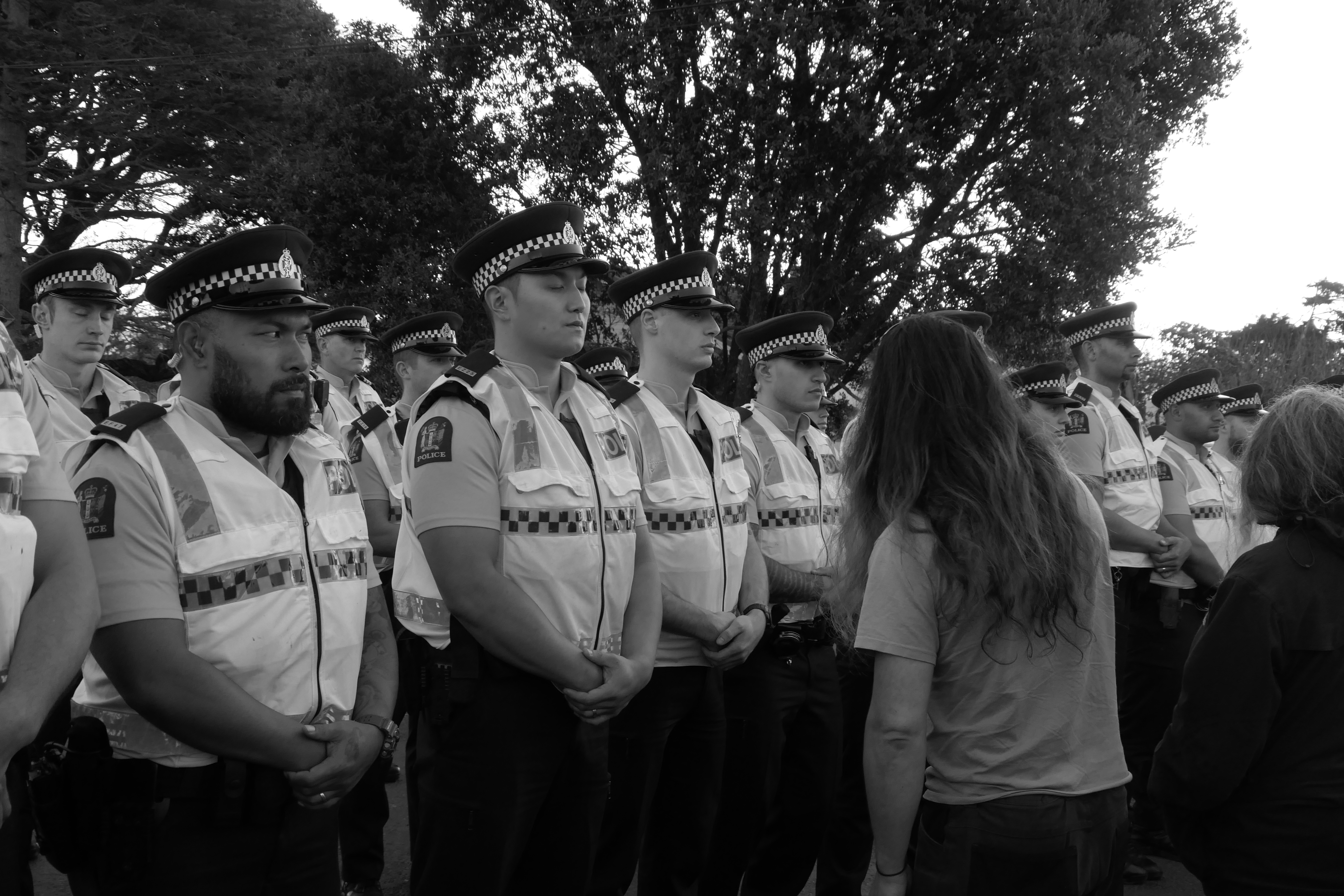
Confrontations entre la police et les manifestants..

En réponse au projet de construction de logements de Fletcher Building, le groupe de protestation SOUL, dirigé par Pania Newton, installe son camp à côté d'Ihumātao Quarry Road le 4 novembre 2016. Ce camp, connu sous le nom de « Village de Kaitiaki », compte vingt occupants. Les participants dorment dans des caravanes, des hangars, des tentes et un bateau vide. Le mouvement SOUL soutient que les terres contestées ont été obtenues par proclamation pendant la guerre de Waikato en 1863 et que leur confiscation en vertu du New Zealand Settlements Act de 1863 viole le traité de Waitangi,,,.
En 2017, SOUL fait appel à l'Organisation des Nations Unies, qui recommande le réexamen de la désignation d'Ihumātao comme zone d'habitation spéciale par le gouvernement afin « d'évaluer sa conformité avec le traité de Waitangi, la Déclaration des Nations unies sur les droits des peuples autochtones et d'autres normes internationales » et de s'assurer que « le consentement libre et éclairé des Maoris est obtenu avant d'approuver tout projet affectant l'utilisation et le développement de leurs terres et ressources traditionnelles ». En 2018, SOUL fait appel devant le tribunal de l'environnement, qui refuse d'annuler l'autorisation accordée à Fletcher Building pour la construction de maisons à Mangere,.
En mars 2019, SOUL et ses partisans à Wellington soumettent au Parlement néo-zélandais une pétition exigeant l'intervention du gouvernement pour empêcher la confrontation à Ihumātao. En avril 2019, SOUL remet également une pétition, signée par 20 000 personnes, au maire d'Auckland, Phil Goff, appelant le conseil et le gouvernement à protéger le territoire,

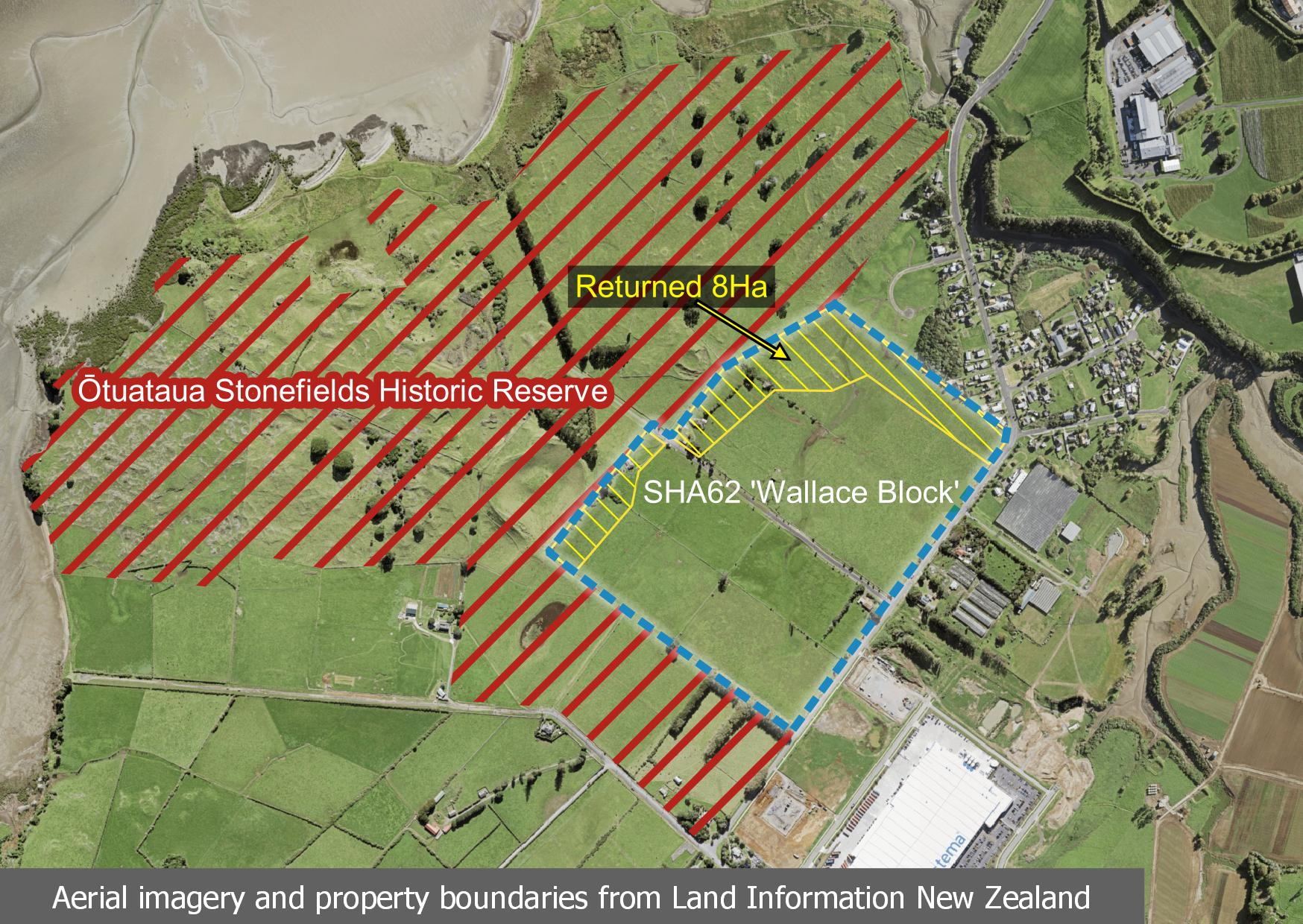
Péninsule d'Ihumātao avec des limites mettant en évidence la réserve historique et la zone de développement résidentiel

Selon les médias, le conflit relatif au développement du logement à Ihumātao reflète la fracture générationnelle au sein de la communauté Te Kawerau ā Maki. Alors que les plus jeunes membres de la tribu, dont font partie Pania Newton et ses cousins, sont opposés au lotissement et souhaitent le retour d'Ihumātao dans leur iwi, les anciens de la tribu soutiennent le lotissement et considèrent les actions de Newton et des militants comme irrespectueuses. L'organisme dirigeant de l'iwi, le Te Kawerau Iwi Tribal Authority & Settlement Trust, soutient le projet, déclarant avoir négocié un accord avec Fletcher et le Makaurau Marae Māori Trust pour que la terre soit compensée par un « mana whenua », pouvoir associé à la possession et à l'occupation des terres tribales. L'entreprise Fletcher Housing annonce elle s'engager à restituer 25 % des terres, soit environ huit hectares, à la monarchie maorie,.
Le 23 juillet 2019, SOUL reçoit un avis d'expulsion du « bloc Oruarangi » et cinq personnes sont arrêtées par la police. Une autre personne est arrêtée après avoir grimpé sur un véhicule de police pour l'empêcher d'entrer dans la zone interdite. Le 25 juillet, Amnesty International envoie des observateurs sur place pour documenter la situation concernant les droits humains et garantir le respect des droits des manifestants. Des manifestations et des rassemblements de soutien ont lieu devant le Parlement, à Wellington, le 24 juillet et à Dunedin le 26 juillet,. La responsable adjointe du Parti vert, Marama Davidson, et les députés Chlöe Swarbrick et Golriz Ghahraman soutiennent les manifestants. Cependant, la Première ministre Jacinda Ardern déclare que le gouvernement n'interviendra pas pour faire cesser le projet. Le 25 juillet 2019, sept militants sont arrêtés après avoir bloqué la circulation sur une route menant à l'aéroport d'Auckland, dans le but attirer l'attention sur leur cause et la situation à Ihumātao.

### Réactions et développement politique

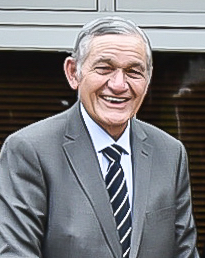
Le roi maori Tuheitia Paki appelle au retour d'Ihumātao sous la forme de « mana whenua » en 2019.

Le 26 juillet 2019, Ardern revient sur son annonce antérieure et ordonne l'arrêt de la construction le temps que le gouvernement et les différentes parties négocient un règlement pacifique à la situation,,.
Le 3 août 2019, Tuheitia Paki, le roi maori, se rend à Ihumātao avec une délégation de plus de 400 personnes et organise un hui rassemblant les partisans des différents camps. Les opinions de chacun et l'historique des faits sont exposés et débattus. On lit un récit relatant l'histoire de Pōtatau Te Wherowhero, premier chef de la monarchie maorie, recevant son titre à Ihumātao. Un drapeau de la monarchie maorie est également hissé ; il doit flotter jusqu'à ce qu'une solution soit trouvée,. Quelques heures après la visite de Tuheitia, les images de deux policiers armés de fusils autour du site d'Ihumātao suscite une inquiétude considérable parmi les manifestants et des appels à retirer les armes sont lancés.
Le 4 août 2019, les militants de SOUL, accompagnés d'autres manifestants, organisent un hikoi, une longue marche de protestation vers l'ancien cône volcanique de Pukeiti puis retournent à leur camp en passant par la zone interdite du village de Kaitiaki, site initial de leur occupation. Dans le même temps, les manifestants font reculer la police d'environ 50 mètres sur Ihumātao Quarry Road, à l'intersection avec Oruarangi Road, et déplacent leurs tentes dans des champs dont l'accès était précédemment interdit par les forces de l'ordre. Alors que le hikoi traverse le village de Kaitiaki, les membres du collectif socialiste Organise Aotearoa qui ont rejoint l'e mouvement SOUL s'entretiennent avec des agents de sécurité de la société First Security embauchés par Fletcher Building. Ils découvrent — ce qu'ils révéleront par la suite — que depuis deux semaines auparavant, les gardes de sécurité, pour la plupart des migrants arrivés récemment et des étudiants, dorment dans une station de traite du bétail aux vitres brisées, sur des matelas récupérés du village de Kaitiaki, alors que les températures descendent régulièrement en dessous de 5° C la nuit, sans accès à l'électricité, à l'eau potable. En outre, ils ne reçoivent pas les repas qui leur ont été promis par First Security.
Dans la nuit du 5 août 2019, des affrontements ont lieu entre des manifestants et la police. Les manifestants accusent les forces de l'ordre d'avoir utilisé la tactique de la nasse et employé la force de manière disproportionnée, tandis que la police affirme que les manifestants ont tenté de briser le cordon policier autour du terrain contesté. Le lendemain, des militants de SOUL organisent une manifestation devant le siège de l'entreprise Fletcher Building à Penrose, dans la banlieue d'Auckland, dans le cadre d'une journée d'action nationale planifiée avant les affrontements de la nuit précédente. Des manifestations similaires ont eu lieu à Whangarei, Hamilton, Hastings, Palmerston North, Wellington, Christchurch et Dunedin,,,,.
Début août 2019, le chef de l'opposition Simon Bridges appelle les manifestants à « rentrer chez eux » » et critique Ardern pour sa décision d'interrompre la construction. Un peu avant, Hone Harawira, leader du mouvement Mana et militant de la cause maorie, qualifie la police de « cochons » dans une publication sur Facebook. En réponse aux remarques de Bridges, Ardern réitère l'engagement du gouvernement à trouver une solution à la crise d'Ihumātao,. Le 22 août, environ 150 manifestants marchent depuis Ihumātao jusqu'à la permanence électorale d'Ardern à Mount Albert, l'exhortant à visiter le site du chantier,. Le même jour, un groupe d'étudiants, parmi lesquels sont présents des jeunes députés, sont expulsés du Parlement et interdits pour un an après avoir perturbé les travaux parlementaires en chantant une chanson maorie tout en brandissant le drapeau national maori pour attirer l'attention sur les hikoi.
Le 18 septembre 2019, le roi maori Tuheitia Paki annonce que les pourparlers ont abouti à une demande de restitution des terres. Il appelle le gouvernement à négocier avec Fletcher Building pour la restitution des terres à leurs propriétaires légitimes. Le Parti māori publie un communiqué de presse en soutien aux conclusions de la réunion d'Ihumātao, appelant Jacinda Ardern et la Couronne britannique à trouver une solution avec les participants à la discussion. En réponse à la couverture médiatique, le vice-Premier ministre Winston Peters affirme que les manifestants de SOUL ont une faible influence au sein de la communauté maorie. Le 19 septembre, le député Andrew Bayly est expulsé du Parlement pour avoir tenté de perturber les travaux parlementaires en posant plusieurs questions sur les implications du différend d'Ihumātao pour le règlement des traités au niveau national. À la mi-septembre 2019, Winston Peters déclare que le ministre des Finances Grant Robertson a entamé des discussions significatives avec la société Fletcher sur la manière de gérer les terres contestées. À la mi-octobre, des membres du groupe SOUL se plaignent d'avoir été exclus des négociations entre Fletcher et le gouvernement.
Début novembre 2019, l'organisation de protection du patrimoine Heritage New Zealand, affiliée à la Couronne, annonce vouloir élever le statut patrimonial de la réserve des champs de pierres d'Ōtuataua et de la réserve Ihumātao à la catégorie 1, la plus élevée. L'organisation déclare cependant qu'ils n'influeront pas sur la décision concrnant le projet de Fletcher Housing. À la mi-novembre, il est révélé que le gouvernement envisagerait de prêter 40 millions de dollars néo-zélandais au conseil d'Auckland pour acheter le terrain d'Ihumātao à Fletcher Building. Cette annonce suscite des critiques de la part de membres de la communauté maorie, qui réitèrent leurs appels au retour d'Ihumātao sous leur autorité,. Fin novembre 2019, Bruce Hassall, président de Fletcher Housing, défend l'entreprise et sa gestion de la controcverse entourant Ihumātao, affirmant que l'entreprise a acheté le terrain de bonne foi, consulté les iwi et suivi les procédures foncières nécessaires.
Le 21 janvier 2020, Pania Newton, la dirigeante du collectif SOUL, fait une déclaration aux médias, affirmant être sur le point de conclure un accord à propos des terres contestées d'Ihumātao. Fletcher Building déclare également que les discussions sur l'avenir du site sont « en progression ». Fletcher fait enlever les clôtures et restaurer l'une des routes menant au site,. Le 23 juin, Radio New Zealand révèle que le gouvernement envisage d'acheter Ihumātao en vertu de la loi sur le logement.

### Propriété de la Couronne
Le 17 décembre 2020, le gouvernement conclut un accord avec Fletcher Building pour acheter le terrain contesté d'Ihumātao pour 30 millions de dollars néo-zélandais, avec la proposition qu'il soit utilisé à des fins de logement. Un comité directeur composé de l'ahi kā, les militants occupant le lieu, d'un représentant de la monarchie maorie et de deux représentants de la Couronne décidera de son utilisation, le conseil d'Auckland agissant dans un rôle d'observateur,.
En 2021, l'Auditeur général enquête sur ce projet d'achat après avoir reçu des plaintes du parti national et d'ACT New Zealand, selon lesquelles le gouvernement a utilisé l'argent du Fonds foncier pour le logement pour acheter Ihumātao contre l'avis du Trésor. Le 20 avril 2021, l'Auditeur général de Nouvelle-Zélande statue sur le fait que l'achat d'Ihumātao par le gouvernement est illégal puisque le gouvernement n'a pas demandé l'approbation nécessaire pour utiliser les 29,9 millions de dollars. Afin de valider l'achat, le gouvernement devrait faire adopter une loi légitimant l'achat des terres d'Ihumātao. Le gouvernement déclare qu'il s'agit d'une « erreur technique » qui sera corrigée dans le budget suivant, qui doit être annoncé un mois plus tard.
En juillet 2022, le comité directeur prévu est encore en cours de création, et le New Zealand Herald estime qu'une décision sur l'avenir du territoire pourrait prendre jusqu'à cinq ans.

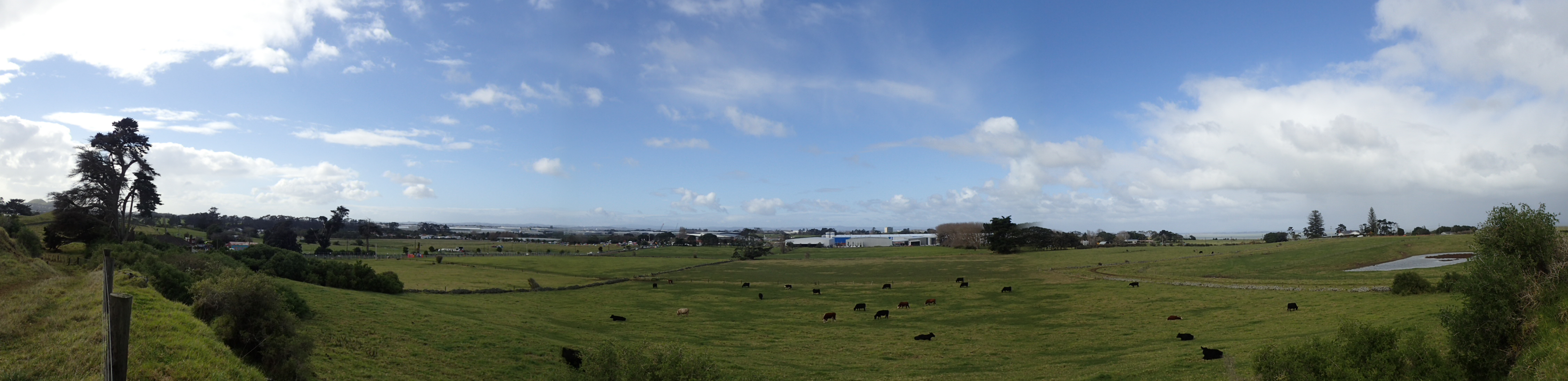
Site des manifestations d'Ihumātao : le terrain sur la photo est celui prévu pour le projet. Le campement des militants se trouve au loin et au centre.

## Volcan Ōtuataua

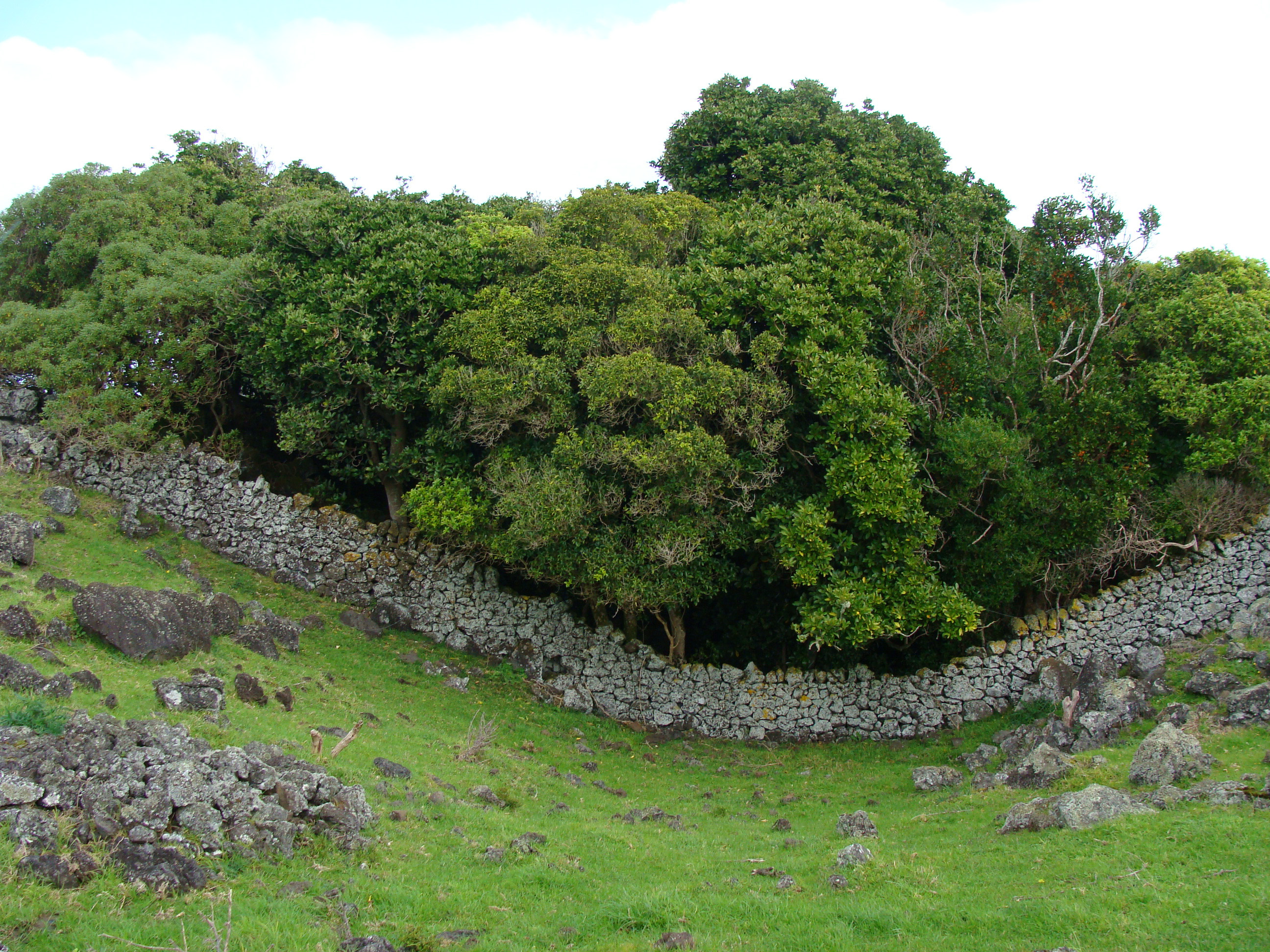
Vestiges de forêt et mur de pierres sèches sur le champ de lave d'Ōtuataua

Le cône volcanique d'Ōtuataua est situé dans la réserve historique des champs de pierres d'Ōtuataua et en tant qu'élément paysager dominant, il donne son nom à la réserve de 100 hectares. Le cône abrite un village, fortifié par les premiers habitants, les pentes inférieures du volcan étant utilisées par les Maoris pour l'agriculture.
Les sols volcaniques s'étendent jusqu'au rivage qui donne accès aux ressources abondantes du port de Manukau. Les plages de sable fin et les larges vasières sont alors riches en coquillages. Le port permet de ramener du poisson et une pêcherie de requins d'importance régionale s'installe,.
Le cône volcanique d'Ōtuataua est exploité dans les années 1950 et les éjectas volcaniques sont utilisées pour des travaux de construction, notamment sur le chantier de l'aéroport d'Auckland. À la fin de l’exploitation de la carrière, la reconstruction corrective crée un cratère herbeux peu profond.
Adjacent à Ōtuataua, dans la réserve des champs de pierres d'Ōtuataua, se trouve Pukeiti (litt. « petite colline »), le plus petit volcan de la région d'Auckland.